# Rock Steady (No Doubt)
Rock Steady è il quinto album discografico della band californiana No Doubt, uscito nel 2001.

## Descrizione
L'album è stato pubblicato l'11 dicembre 2001 dalla Interscope Records. I No Doubt iniziarono a lavorare a questo disco effettuando alcune registrazioni a Los Angeles e San Francisco con Philip Steir, per poi viaggiare tra Londra (dove viveva il fidanzato di Gwen, Gavin Rossdale) e la Giamaica, dove incontrano diversi colleghi e produttori. Tra i molti artisti che hanno prodotto o collaborato all'album vi sono infatti Sly & Robbie, The Neptunes e William Orbit. Come risultato di queste collaborazioni, Rock Steady garantisce una miscela di diversi stili musicali: dal dub al pop, passando per la dancehall e la sperimentazione standard.

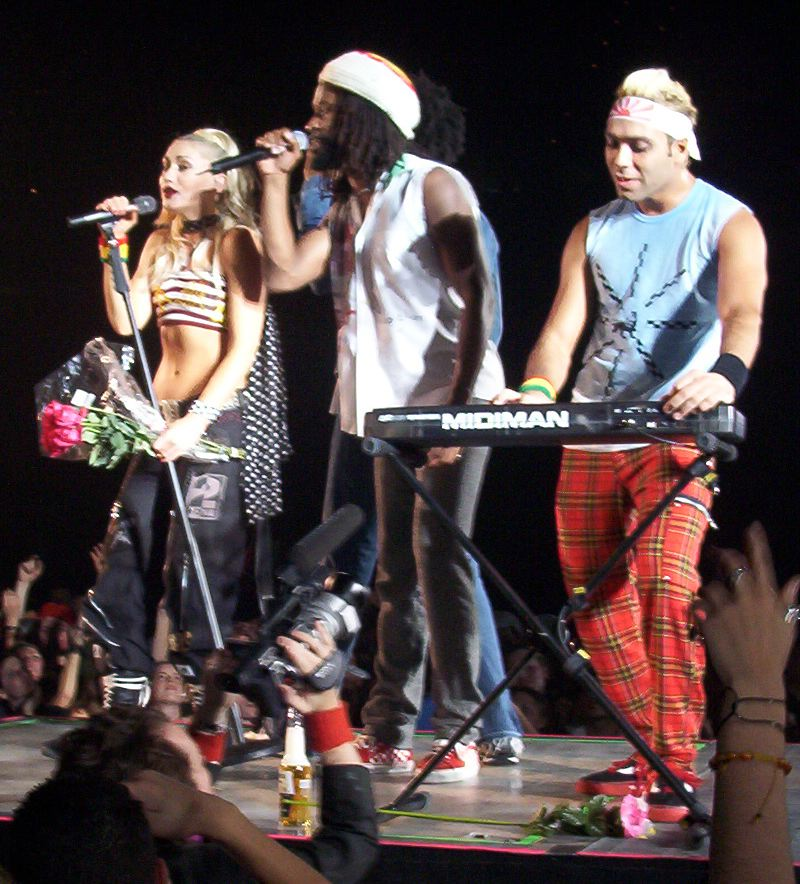
NoDoubt RockSteadyTour

Al disco hanno collaborato, oltre agli artisti già citati, in diverse vesti Lady Saw e Bounty Killer (performer), Steely & Clevie (produttori), Prince (voce, tastiere, produzione e coautore di Waiting Room), Dr. Dre, Nellee Hooper, Timbaland (produzione), Ric Ocasek (tastiere e produzione), Mark "Spike" Stent (missaggio e co-produzione), David A. Stewart degli Eurythmics (coautore di Underneath It All), Pharrell Williams (coautore di Hella Good), William Orbit (produzione) e Gabrial McNair (clavinet, trombone e tastiere).

## Edizioni speciali e video
Rock Steady è stato pubblicato in due "Special Edition" nell'ottobre 2002, ciascuna delle quali presentava un CD bonus. In un'edizione era presente un CD con le performance acustive live dei brani Underneath It All e Just a Girl, registrate durante un live a Colonia, in Germania. Inoltre era presente anche il video di Underneath It All. Nell'altra special edition era presente un CD con 4 tracce: una versione di Hey Baby con gli Outkast e Killer Mike, Hey Baby (The Homeboy Mix), Hella Good (Roger's Release Yourself Mix), remix di Roger Sanchez vincitore di un Grammy e Ex-Girlfriend" (The Psycho Ex Mix); e tre video (Hey Baby, Hella Good e Underneath It All).
Nel novembre 2003 è stato pubblicato Rock Steady Live, un DVD contenente l'esibizione della band datata 2002.

## Tracce
1. Rock Steady (Intro) – 0:27
2. Hella Good – 4:02 (Gwen Stefani, Pharrell Williams, Chad Hugo, Tony Kanal)
3. Hey Baby (feat. Bounty Killer) – 3:26 (Gwen Stefani, Tom Dumont, Tony Kanal, Rodney Price)
4. Making Out – 4:14 (Gwen Stefani, Tom Dumont, Tony Kanal)
5. Underneath It All (feat. Lady Saw) – 5:02 (Gwen Stefani, David Stewart)
6. Detective – 2:53 (Gwen Stefani, Tom Dumont, Tony Kanal)
7. Don't Let Me Down – 4:08 (Gwen Stefani, Tom Dumont, Tony Kanal)
8. Start the Fire – 4:08 (Gwen Stefani, Tom Dumont, Tony Kanal)
9. Running – 4:01 (Gwen Stefani, Tony Kanal)
10. In My Head – 3:25 (Gwen Stefani, Tom Dumont, Tony Kanal)
11. Platinum Blonde Life – 3:27 (Gwen Stefani, Tom Dumont, Tony Kanal)
12. Waiting Room – 4:27 (Gwen Stefani, Tom Dumont, Tony Kanal, Prince)
13. Rock Steady – 5:22 (Gwen Stefani, Tony Kanal)

## Formazione

### Gruppo
- Gwen Stefani – voce
- Tom Dumont – chitarra, tastiere
- Tony Kanal – basso, tastiere, sax (5)
- Adrian Young – batteria

### Altri musicisti
- Gabrial McNair – clavinet, trombone (5); tastiere (8)
- Ric Ocasek – tastiere (7, 11)
- Andy Potts – sax (5)
- Prince – cori, tastiere (12)
- Robbie Shakespeare - basso acustico (5)
- Django Stewart – sax (5)
- Lady Saw – voce (5)
- Bob Clarke – voce radio (5)

## Successo commerciale
Rock Steady ha venduto circa tre milioni di copie. L'album ha debuttato alla posizione numero nove della Billboard 200, con 254 000 copie nella prima settimana. Nel 2002 è stato certificato doppio disco di platino dalla Recording Industry Association of America.
Nel 2003 è entrato in nomination ai Grammy Awards come "Miglior album pop". I singoli Hey Baby e Underneath It All si sono aggiudicati un Grammy ciascuno rispettivamente nel 2003 e nel 2004, entrambi nella categoria "Best Pop Performance by a Duo or Group with Vocals". Il remix di Roger Sanchez della canzone Hella Good ha vinto un Grammy come "miglior remix" nel 2003.
Al di fuori degli Stati Uniti, l'album è stato certificato disco di platino in Canada nel settembre 2002 e disco d'argento in Gran Bretagna.

## Classifiche

### Classifiche settimanali
| Classifiche (2002) | Posizione massima |
| ------------------ | ----------------- |
| Australia          | 15                |
| Austria            | 12                |
| Finlandia          | 34                |
| Francia            | 79                |
| Germania           | 13                |
| Irlanda            | 53                |
| Norvegia           | 8                 |
| Nuova Zelanda      | 17                |
| Paesi Bassi        | 66                |
| Regno Unito        | 43                |
| Stati Uniti        | 9                 |
| Svezia             | 52                |
| Svizzera           | 33                |

### Classifiche di fine anno
| Classifica (2002) | Posizione |
| ----------------- | --------- |
| Australia         | 91        |
| Stati Uniti       | 25        |
| Classifica (2003) | Posizione |
| Stati Uniti       | 151       |